# Pristimera andina
Pristimera andina là một loài thực vật có hoa trong họ Dây gối. Loài này được Miers miêu tả khoa học đầu tiên năm 1872.